# L'ultimo dominatore dell'aria
L'ultimo dominatore dell'aria (The Last Airbender) è un film del 2010 diretto da M. Night Shyamalan.
Film fantasy basato sulla prima stagione della serie animata statunitense Avatar - La leggenda di Aang, prodotta dalla Nickelodeon.
Distribuito nelle sale cinematografiche statunitensi il 1º luglio 2010 e in Italia il 24 settembre 2010, il film è stato stroncato duramente in patria dalla critica, venendo definito uno dei peggiori film mai realizzati. La pellicola ottenne il maggior numero di candidature ai Razzie Awards 2010, vincendone cinque, tra cui quello per il Peggior film. Il film inizialmente doveva essere il primo capitolo di una trilogia, successivamente mai realizzata.

## Trama
Ci troviamo in un mondo dove i quattro elementi, ovvero l'aria, l'acqua, la terra e il fuoco, possono essere controllati da individui noti come dominatori. Ogni elemento corrisponde a una diversa partizione geografica nelle quali si trovano le varie popolazioni che presentano anche dominatori dei rispettivi elementi.
La Nazione del Fuoco, avida di sottomettere il potere degli spiriti al loro dominio, dichiara guerra alle altre regioni e il conflitto si protrae per anni. L'unica speranza è l'intervento dell'Avatar, un individuo nato tra la gente dei Nomadi dell'Aria che è in grado di controllare tutti e quattro gli elementi, ma la sua scomparsa fa dilungare il conflitto per oltre cento anni.
Durante una battuta di pesca, la dominatrice dell'acqua Katara e suo fratello Sokka ritrovano all'interno di un iceberg l'Avatar, che si rivela essere un ragazzino di nome Aang, unico sopravvissuto tra i Nomadi dell'Aria, sterminati tempo addietro dai dominatori del fuoco. L'Avatar viene però rapito da Zuko, figlio di Ozai, signore del fuoco, esiliato dalla sua nazione per le sue scarse capacità da dominatore, e suo zio Iroh, i quali scoprono ben presto la sua natura.
Tuttavia, Aang riesce a fuggire e a ricongiungersi con Katara e Sokka, accorsi in suo aiuto in groppa al bisonte volante di Aang di nome Appa. I tre si dirigono poi attraverso le altre regioni per tentare di porre fine alle angherie della Nazione del Fuoco.
Durante il viaggio, Aang rivela agli altri due di non essere ancora in grado di controllare gli altri elementi ad eccezione dell'aria. Sokka consiglia quindi di recarsi a nord per condurlo da dei maestri esperti nell'arte dell'acqua.
Il viaggio però non è affatto semplice: Aang infatti viene nuovamente catturato, stavolta da Zhao, comandante dell'esercito della Nazione del Fuoco. Zuko però prende le sembianze di un guerriero mascherato denominato "Spirito Blu" e libera Aang in quanto vuole essere lui stesso a consegnarlo a suo padre Ozai per ottenere nuovamente l'onore perduto.
Alla fine, Aang riesce a fuggire ancora e Zuko si rifugia dallo zio Iroh, in una colonia posta nella partizione del Regno della Terra.
Giunti alla Tribù dell'Acqua del Nord, i tre conoscono la principessa Yue, in possesso dei poteri spirituali della luna con la quale Sokka instaura un forte legame. Qui, sia Aang che Katara vengono addestrati al dominio dell'acqua, ma ben presto vengono raggiunti sia dalle armate di Zuko, che da quelle di Zhao.
Infuria così una dura battaglia nel corso della quale Aang si scontra con Zuko per poi essere salvato da Katara, mentre Zhao, sotto gli occhi di un incredulo Iroh, trafigge con un coltello uno dei due pesci delle acque sacre, corrispondente alla forma terrena dello spirito della luna. Per evitare che l'intero mondo perda il suo equilibrio, la principessa Yue rinuncia ai suoi poteri lunari per donarli nuovamente all'antico spirito, perdendo però la vita e l'amore nei confronti di Sokka.
Alla fine Zhao viene ucciso da dei dominatori dell'acqua, mentre Aang riesce a scacciare definitivamente le armate nemiche sfruttando un dominio dell'acqua molto potente dovuto allo "Stato dell'Avatar". In seguito alla battaglia, accetta finalmente il suo ruolo di Avatar e decide di continuare a proteggere i suoi amici.
Nella scena finale, vediamo il signore Ozai compiangersi dei fallimenti della sua stirpe chiedendo poi a sua figlia Azula di prendere il posto di Zuko, che accetta.

## Personaggi
- Aang: è un ragazzo dell'apparente età di 12 anni, ritrovato da Sokka e Katara ibernato da 100 anni in un iceberg nei pressi della tribù dell'acqua del Sud.
- Katara: è una dominatrice dell'acqua. Insieme al fratello trova Aang nel ghiaccio e lo libera dopo 100 anni di ibernazione. Nella Tribù dell'Acqua del Nord impara a padroneggiare la propria dote.
- Sokka: è un guerriero di 15 anni della Tribù dell'Acqua del Sud e si è sempre preso cura del villaggio, da quando tutti gli uomini sono partiti per la guerra contro la Nazione del Fuoco. Lui e la sorella Katara trovano Aang ibernato in un iceberg: in seguito al ritrovamento, i due ragazzi accompagnano l'Avatar al suo viaggio. Non domina nessuno dei quattro elementi, ed è un ragazzo apparentemente ottuso, ma in realtà intelligente, metodico e coraggioso.
- Zuko: figlio di Ozai, il Signore del Fuoco (capo della Nazione del fuoco), è stato esiliato dal padre dopo un combattimento rituale al termine del quale gli ha imposto la cicatrice sul volto. Cerca di catturare l'Avatar, per riconquistare il proprio onore agli occhi del padre, accompagnato dal buono e saggio zio Iroh, fratello maggiore di Ozai (originale erede del titolo di Signore del Fuoco).

## Produzione
L'8 gennaio 2007 la Paramount Pictures ha annunciato di aver scritturato M. Night Shyamalan per scrivere, dirigere e produrre una trilogia di film d'azione basata sulla serie animata Avatar - La leggenda di Aang, e che il primo film ripercorrerà i principali avvenimenti del "Libro primo" della serie stessa.

### Riprese
La pre-produzione è iniziata verso la fine del 2008, mentre le riprese sono iniziate a metà marzo 2009 a Ilulissat, in Groenlandia. La troupe si è poi spostata a Reading, in Pennsylvania, dove sono state girate alcune riprese presso la pagoda in stile giapponese (un ex hotel) che domina la città. Altre riprese sono state effettuate in enormi set nei dintorni di Filadelfia, e in altri luoghi della Pennsylvania. Il 2 luglio 2009 le riprese sono ufficialmente terminate e il film è entrato in fase di post-produzione. Nei mesi successivi, oltre al montaggio, viene effettuata anche l'aggiunta degli effetti speciali ottenuti tramite la computer grafica, lavoro che potrebbe richiedere 8/9 mesi.

### 3D
Il 22 aprile 2010 la Paramount Pictures ha ufficialmente annunciato che L'ultimo dominatore dell'aria verrà riconvertito al 3D, e che sarà pertanto distribuito in questo formato, oltre che nel classico 2D. La decisione è arrivata dopo diversi test di conversione provati nei mesi della post-produzione del film, il lavoro della Stereo D (la stessa che ha curato il 3D del campione di incassi nonché "omonimo" Avatar) ha convinto i dirigenti della Paramount, che hanno però contattato Shyamalan prima di effettuare il passo definitivo. Il regista, che si è detto soddisfatto dei risultati ottenuti dalla conversione, ha deciso che seguirà personalmente il processo, per evitare che si ottengano risultati deludenti, come avvenuto per altri film recentemente soggetti a tale tipo di trattamento. Il costo dell'operazione varierà fra i 5 e i 10 milioni di dollari.

## Colonna sonora
La colonna sonora del film è curata da James Newton Howard che ha composto tutte le colonne sonore dei film di Shyamalan dal Sesto Senso in avanti. La colonna sonora del film, distribuita dalla Lakeshore Records, è uscita il 29 giugno 2010, due giorni prima dell'uscita del film.

## Promozione
(Voce narrante nel terzo trailer italiano)
Un primo teaser trailer, della durata di 1:41, è stato trasmesso in America il 23 giugno 2009, mentre la versione italiana del trailer è uscita in anteprima due giorni dopo (25 giugno 2009). In entrambi i casi, comunque, il trailer è stato distribuito assieme al film della Paramount Pictures Transformers - La vendetta del caduto.
Il 23 agosto 2009 Frank Marshall, uno dei produttori, ha dichiarato sulla sua pagina di Twitter che la post-produzione stava procedendo senza problemi e che un secondo trailer del film sarebbe probabilmente uscito per Natale. In seguito, a inizio dicembre, lo stesso Frank Marshall ha comunicato, sempre su Twitter, che non erano state finite abbastanza scene ad effetti speciali da parte della ILM e che pertanto il trailer sarebbe stato rimandato a febbraio. Verso fine gennaio Marshall ha scritto nuovamente, annunciando che il trailer sarebbe uscito attaccato al film Percy Jackson e gli dei dell'Olimpo: Il ladro di fulmini (negli Stati Uniti dal 12 febbraio) e che avrebbe avuto una durata di circa due minuti. Nel frattempo, negli stessi giorni, è uscita una versione ridotta del trailer, uno "spot" della durata di circa 30 secondi, che è stato distribuito in America durante il corso di tutto il Super Bowl, un evento molto seguito negli States. Il trailer vero e proprio è comparso sul web, in anteprima, qualche giorno prima della distribuzione ufficiale, mentre qualche giorno dopo, verso la metà di febbraio, è comparsa anche la versione doppiata in italiano (la cui distribuzione ufficiale è però avvenuta solo agli ultimi di aprile).
Nei mesi successivi sono usciti numerosi altri trailer e spot sul film. Un secondo spot (dopo quello per il "Super Bowl") è stato trasmesso durante le Olimpiadi Invernali, mentre ai primi di marzo, senza preavviso, è uscito un terzo trailer, molto simile al secondo, con l'aggiunta però di alcune scene inedite. Hanno inoltre fatto la loro comparsa anche i primi trailer internazionali (seppure di durata più breve), come quello giapponese, distribuito a fine marzo, o quello francese, ai primi di maggio, entrambi con alcune scene inedite. Nel frattempo si è andata consolidando la possibilità dell'uscita di un nuovo (e probabilmente definitivo) trailer completo, cosa che difatti è avvenuta con quasi un mese di anticipo rispetto a quando previsto. Il nuovo trailer è infatti comparso sul web, in anteprima assoluta, a metà aprile, mentre era stato annunciato che sarebbe uscito assieme ad Iron Man 2 (negli Stati Uniti dal 7 maggio) cosa che avvenuta ugualmente. Il 13 maggio è comparsa anche la versione italiana del trailer definitivo (il 3° in Italia) del film, dando così il via alla sua lunga campagna di lancio italiana.

## Distribuzione
La distribuzione del film nelle sale americane era stata inizialmente fissata per il 2 luglio 2010, ma a solo due settimane dall'uscita del film nelle sale, uno dei produttori del film (Frank Marshall) ha annunciato via Twitter che la data per l'uscita del film era stata anticipata di un giorno, e che pertanto il film sarebbe uscito il 1º luglio, anziché il 2. L'uscita nelle sale italiane venne fissata al 24 settembre 2010.

## Accoglienza

### Incassi
Il film ha incassato in tutto 319713881 $ a fronte di un budget di 150000000 $.

### Critica
Il film fu duramente stroncato in patria ma soprattutto all'estero sia dalla critica che dal pubblico. Sul sito Rotten Tomatoes detiene solamente il 5% delle recensioni professionali positive, basato su 192 recensioni e con un voto medio di 2.90/10. Il consenso critico recita: «L'ultimo dominatore dell'aria spreca il suo popolare materiale originale con una trama incomprensibile, una recitazione orribile e una direzione distaccata e senza gioia.». Su Metacritic il film ha un punteggio di 20 su 100, basato sul parere di 33 critici, indicando "recensioni generalmente sfavorevoli".
Ha vinto ai Razzie Awards i premi come peggior film, peggior regista per M. Night Shyamalan, peggiore sceneggiatura di M. Night Shyamalan, peggior attore non protagonista per Jackson Rathbone e peggior uso del 3D. Inoltre ha ricevuto le nomination per Dev Patel come peggior attore non protagonista, Nicola Peltz come peggior attrice non protagonista, peggior coppia o cast per l'intero cast e peggior prequel, remake, rip-off o sequel.